# Pečeňady
Pečeňady est un village de Slovaquie situé dans la région de Trnava.

## Histoire
Première mention écrite du village en 1113.

## Démographie

### Évolution de la population
| Année:               | 1994. | 2004.   | 2014.    | 2024.   |
| -------------------- | ----- | ------- | -------- | ------- |
| Nombre de personnes: | 521   | 477     | 529      | 564     |
| Différence:          |       | -8,44 % | +10,90 % | +6,61 % |

| Année:               | 2023. | 2024.   |
| -------------------- | ----- | ------- |
| Nombre de personnes: | 566   | 564     |
| Différence:          |       | -0,35 % |